# 龍田寺 (昭島市)
龍田寺（りゅうでんじ）は、東京都昭島市にある曹洞宗の寺院。

## 歴史
1615年（元和元年）に開山された。
当寺で最も著名なのは「痢病尊（りびょうそん）」である。「痢病」とは赤痢のことであるが、現在では赤痢に限らず下痢や腹痛を起こす病気を治すご利益があるとされている。元々は、現在の神奈川県伊勢原市にある養国院にあったものだが、文化年間（1804年 - 1818年）に当寺に移されている。

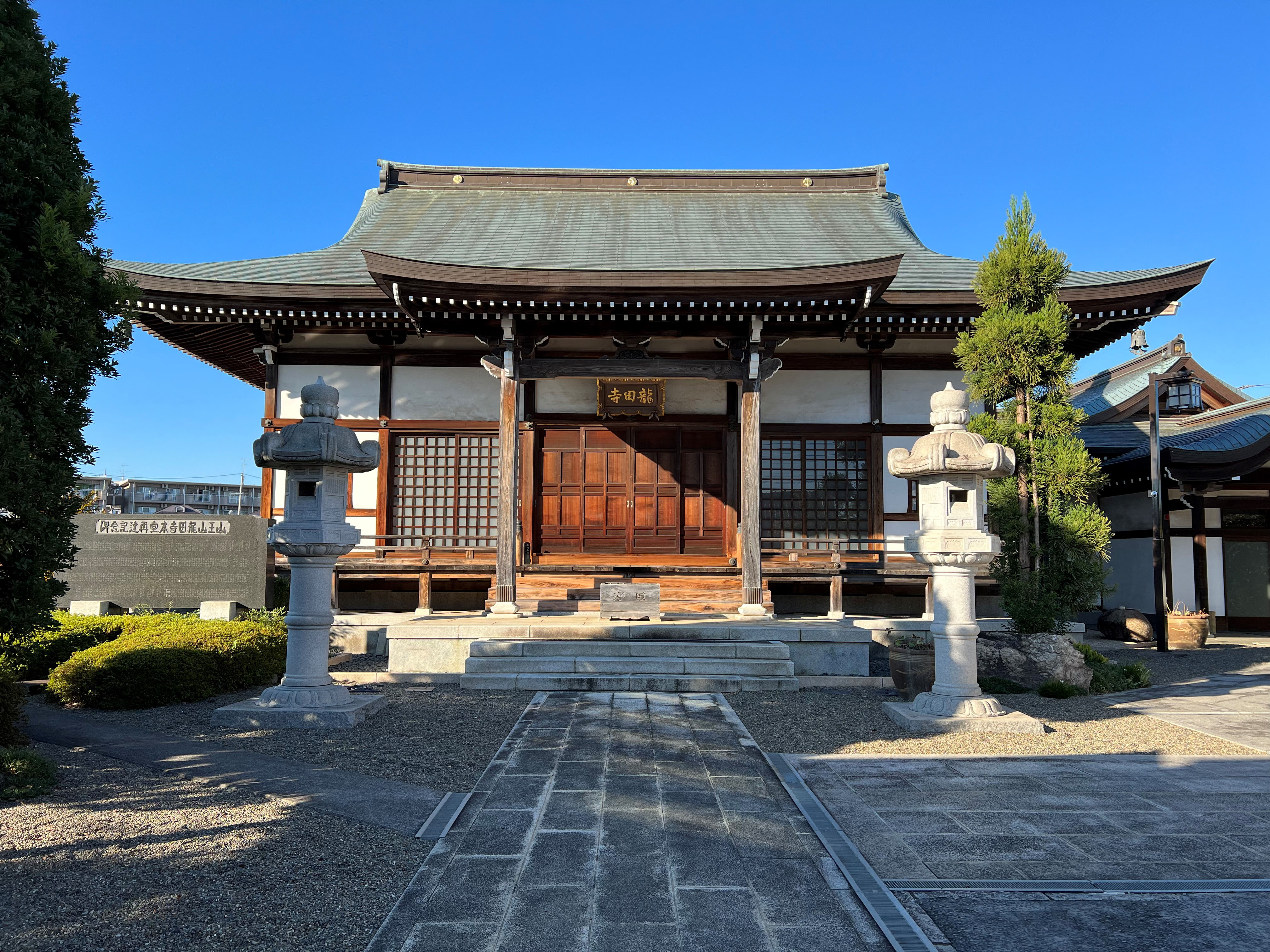
本堂

## 交通アクセス
- 昭島駅より徒歩7分。